# Onga, Fukuoka
Onga (japanska: 遠賀町?, Onga-chō) är en landskommun (köping) i Fukuoka prefektur i Japan. 